# Laurenz Lersch
Johann Heinrich Laurenz Lersch (* 16. Juni 1811 in Aachen; † 12. Mai 1849 in Bonn) war ein deutscher Klassischer Philologe.

## Leben
Lersch war Sohn des Aachener Branntweinbrenners und Spirituosenhändlers Johann Anton Lersch und der Maria Gertrud Dupont sowie älterer Bruder des Balneologen Bernhard Maximilian Lersch. Nach Abschluss seiner Schulausbildung in Aachen studierte er seit 1829 zunächst in Bonn, danach für drei Semester in Berlin Klassische Philologie und Geschichte. Nach Bonn zurückgekehrt promovierte er 1836 mit der Dissertation De morum in Virgilii Aeneide habitu. Seine Habilitation im selben Jahr mit der Probevorlesung Ueber den Einfluß der Stoiker auf alle Wissenschaften bei den Römern war die erste in der Philosophischen Fakultät der Bonner Universität. Wie seine zahlreichen Schriften schlossen auch seine Vorlesungen neben einem weiten Spektrum an philologischen Themen auch die Archäologie mit ein.
Auf seine Anregung wurde der Verein von Altertumsfreunden im Rheinlande gegründet, dessen Sekretär Lersch wurde. Allein in den (Bonner) Jahrbüchern dieses Vereins, deren Herausgeber er wurde, veröffentlichte er 23 Aufsätze. Im Jahr 1845 erhielt Lersch einen Ruf als außerordentlicher Professor der alten Literatur ans Lyceum in Braunsberg, dem er jedoch nicht folgte; in Bonn wurde er schließlich 1848 zum außerordentlichen Professor ernannt.
Im März 1849 erlitt Lersch einen Schlaganfall, von dem er sich jedoch scheinbar erholte. Einem zweiten Schlaganfall erlag er dann am 12. Mai 1849.
Lersch war Mitglied des Maikäferbundes und des Istituto di Corrispondenza Archeologica.

## Werke

### Wissenschaftliche Schriften
- De morum in Virgilii Aeneide habitu. Diss. Univ. Bonn, 1836.
- zusammen mit Heinrich Düntzer: De versu, quem vocant, Saturnio. Bonnae: Koenig, 1838.
- Sprachphilosophie der Alten. Drei Teile. Bonn 1838. 1840. 1841, Nachdr. Hildesheim: Olms, 1971.
- Centralmuseum rheinländischer Inschriften. 1. Cöln; 2. Bonn; 3. Trier. Bonn, Habicht 1839. 1840. 1842.
- (anonym:) Die Rheinische Friedrich-Wilhelms-Universität zu Bonn im Jahre 1839. Bonn 1839. Nachdr. Bonn: Bouvier 1968.
- Antiquitates Vergilianae ad vitam populi Romani descriptae. Bonnae: Koenig 1843.
- Fabius Planciades Fulgentius, De abstrusis sermonibus. Herausgegeben und litterarhistorisch gewürdigt. Bonn 1844.
- Das Coelner Mosaik. Programm zu Winckelmann’s Geburtstage 1845. Bonn: Marcus 1846.
- Apollon, der Heilspender. Uebersilberte Erzstatuette des Museums der Gesellschaft für nützliche Forschungen zu Trier. Programm zu Winckelmann’s Geburtstage 1847. Bonn: Marcus 1848.
- Das sogenannte Schwert des Tiberius. Ein römischer Ehrendegen aus der Zeit dieses Kaisers im Besitze des Herrn Kunsthändlers Josef Gold in Maynz. Programm zu Winckelmann’s Geburtstage 1848. Bonn: Marcus 1849.

### Dichtungen
- Religiöse Gedichte. Sammlung 1. Bonn 1832; Sammlung 2. Bonn 1834.
- Der gute Gerhard aus Cöln. Zu Ferdinand Delbrücks fünfzigjährigem Jubeltage, dem 22. Juli 1847, dargebracht. Bonn: Lechner 1847.
- (Hrsg.), Erinnerung an Bonn in Liedern und Balladen. Bonn: Henry & Cohen 1837; 2., ganz umgeänd. Aufl.: Selbstv. d. Hrsg. (Dr. v. F. P. Lechner) 1848.

### Künstlerische Tätigkeit
Beispiele für Graphiken von seiner Hand unter 
- http://images.zeno.org/Kunstwerke/I/big/562s039a.jpg (Bonn, Marktplatz, 1837)
- http://images.zeno.org/Kunstwerke/I/big/562s056a.jpg (Plittersdorf, Kapelle, 1837)